# Cantone di Saintonge Estuaire
Il Cantone di Saintonge Estuaire è una divisione amministrativa dell'arrondissement di Saintes.
È stato costituito a seguito della riforma approvata con decreto del 27 febbraio 2014, che ha avuto attuazione dopo le elezioni dipartimentali del 2015.

## Composizione
Comprende i 24 comuni di:
- Arces
- Barzan
- Boutenac-Touvent
- Brie-sous-Mortagne
- Chenac-Saint-Seurin-d'Uzet
- Cozes
- Cravans
- Épargnes
- Floirac
- Gémozac
- Grézac
- Jazennes
- Meschers-sur-Gironde
- Meursac
- Montpellier-de-Médillan
- Mortagne-sur-Gironde
- Saint-André-de-Lidon
- Saint-Romain-sur-Gironde
- Saint-Simon-de-Pellouaille
- Talmont-sur-Gironde
- Tanzac
- Thaims
- Villars-en-Pons
- Virollet